# Chloë Agnew
Chloë Agnew, född 9 juni 1989 i Dublin, är en irländsk sångerska som är medlem i gruppen Celtic Woman. Hon sjunger traditionell irisk musik, oftast på iriska. Agnew är sopran.